# Bad Schallerbach
Bad Schallerbach est une commune autrichienne du district de Grieskirchen en Haute-Autriche.